# 境界の彼方 (曲)
「境界の彼方」（きょうかいのかなた）は、茅原実里の楽曲。18枚目のシングルとして2013年10月30日にLantisから発売された。

## 背景
前作「この世界は僕らを待っていた」から約6ヶ月ぶりのリリースであり、2013年2作目のシングル。本作の発売は2013年8月10日に自身のオフィシャルブログ「Smile Days」で発表された。茅原のシングル表題曲がテレビアニメの主題歌に起用されるのは15枚目のシングル「ZONE//ALONE」から4作連続。所属事務所をM-Peaceに移籍してから発表から発売まで行った初のシングル。
2013年8月23日にさいたまスーパーアリーナで開催された『Animelo Summer Live 2013 -FLAG NINE-』にて公の場での初歌唱披露が行われた。
シングルは初回限定盤（LACM-34149）、通常盤（LACM-14149）、アニメ盤（LACM-14150）の3種リリースで、初回限定盤には本曲のPVが収録されたDVD、アニメ盤は描き下ろしジャケット仕様、オフヴォーカル収録となっている。なお、茅原のシングル作品にオフヴォーカルが収録されるのは14枚目のシングル「Celestial Diva」以来。また、茅原のシングル作品が複数形態で発売されるのは初。
シングルの発売記念イベントが10月30日にダイバーシティ東京、11月3日にあべのキューズモールで開催された。内容はミニライブを行った。

## 音楽性
本曲は、テレビアニメ『境界の彼方』の主題歌に起用された。青春をテーマとしたさわやかな曲。
シングルの2曲目「NO LINE」は、テレビアニメ『境界の彼方』のイメージソングに起用された。熱く激しい攻めの曲。当初はバトル物をイメージしたこの曲を『境界の彼方』の主題歌として提案したが、青春物語を主体としたいという『境界の彼方』制作側の意向に沿って主題歌を再制作することとなり、この曲はイメージソングとなった。
初回限定盤・通常盤の3曲目に収録された「Fountain of mind」は、プロデューサーの斉藤滋に明かした「NO LINE」を包み込む「幻想的な曲」との要望に応え札幌在住の下川佳代が作曲した。なお制作当初はミドルかバラードにするかで悩んだという。

## 批評
CDジャーナルは、「既存の作品よりも凛々しさを増した作品となっており、1曲目、2曲目のロックチューン、3曲目のフェミニンなバラード曲である。」と評した。
音楽雑誌『リスアニ!』副編集長の澄川龍一は「ピアノ、ストリングスを交えたダイナミックなロックサウンドであり、メロディはセンティメンタルな雰囲気を感じさせる。」、音楽評論家の冨田明宏は「深い哀切と情緒、青春感が描かれている詞を受け止めるような真っ直ぐで情熱的、叙情的なバンド・アンサンブル。」、音楽雑誌『リスアニ!』編集長の西原史顕は「疾走感溢れるサウンドで、駆けるようなピアノの音の力にワクワクする。」、アナウンサーの吉田尚記は「冒頭15秒に力が湧いてくる流れが凝縮されている。」、Animelo Summer Liveのプロデューサーの齋藤光二は「重厚なストリングス、生ピアノのメロディから青春感が感じられ、変則的な楽曲構成に惹かれる。」と評した。

## ミュージック・ビデオ
PVは2部構成になっており、茅原出演部分は前半が都内のスタジオ、後半が熱海市のMOA美術館で撮影された。ちなみに茅原によれば前半は可愛らしいセットであるという。このほか幕張新都心などでも撮影が行われた。
2013年9月27日にYouTubeのLantis公式ちゃんねる『Lantisちゃんねる』からPVのショートバージョンが配信された。

## 収録曲

### 初回限定盤・通常盤
| #         | タイトル                                                     | 作詞         | 作曲      | 編曲      | 時間  |
| --------- | ------------------------------------------------------------ | ------------ | --------- | --------- | ----- |
| 1.        | 「境界の彼方」(テレビアニメ『境界の彼方』オープニングテーマ) | 畑亜貴       | 菊田大介  | 菊田大介  | 4:51  |
| 2.        | 「NO LINE」(テレビアニメ『境界の彼方』イメージソング)        | 畑亜貴       | 菊田大介  | 菊田大介  | 3:44  |
| 3.        | 「Fountain of mind」                                         | こだまさおり | 下川佳代  | 下川佳代  | 7:02  |
| 合計時間: | 合計時間:                                                    | 合計時間:    | 合計時間: | 合計時間: | 15:37 |

| #  | タイトル             | 作詞 | 作曲・編曲 | 時間 |
| -- | -------------------- | ---- | ---------- | ---- |
| 1. | 「境界の彼方（PV）」 |      |            | 5:13 |

### アニメ盤
| 全作詞: 畑亜貴、全作曲・編曲: 菊田大介。 |                                                              |        |            |      |
| #                                        | タイトル                                                     | 作詞   | 作曲・編曲 | 時間 |
| 1.                                       | 「境界の彼方」(テレビアニメ『境界の彼方』オープニングテーマ) | 畑亜貴 | 菊田大介   | 4:51 |
| 2.                                       | 「NO LINE」(テレビアニメ『境界の彼方』イメージソング)        | 畑亜貴 | 菊田大介   | 3:44 |
| 3.                                       | 「境界の彼方 (Off Vocal)」                                   | 畑亜貴 | 菊田大介   |      |
| 4.                                       | 「NO LINE (Off Vocal)」                                      | 畑亜貴 | 菊田大介   |      |
| 合計時間:                                | 合計時間:                                                    | 17:11  |            |      |

## クレジット
| Performed by 茅原実里    | Performed by 茅原実里                 |
| ------------------------ | ------------------------------------- |
| Producer                 | 斎藤滋（Lantis）                      |
| Recording Engineer       | 淺野浩伸                              |
| Recording Engineer       | 奥田基樹                              |
| Recording Engineer       | 守屋勝美（Redifine）                  |
| Recording Engineer       | 渡辺敏弘(Prime Sound Studio Form)[M2] |
| Recording Engineer       | 下川佳代[M3]                          |
| Recording Engineer       | 田中一志(Chameleon Label)[M3]         |
| Mix Engineer             | 関朋充                                |
| Mix Engineer             | 渡辺敏弘(Prime Sound Studio Form)[M2] |
| Mix Engineer             | 高橋卓二(Studio Casabonita)[M3]       |
| Mastering engineer       | 袴田剛史（FLAIR MASTERING WORKS）     |
| A&R                      | 保坂拓也（Lantis）                    |
| A&R                      | 高村友紀（Lantis）                    |
| Creative producer        | 小島冬樹（Lantis）                    |
| Art direction            | 隆 俊作(Gene&Fred)                    |
| Photography              | 齋藤涼介                              |
| Styling                  | 石川香代子（juice&juicy）             |
| Hair & Make-up           | Chica（C+）                           |
| Sales Promotion Producer | 佐橋計（Lantis）                      |
| Sales Promoter           | 秋山琢磨                              |
| Sales Promoter           | 唐川絢子（Lantis）                    |
| Thanks                   | Elements Garden                       |
| Thanks                   | 岸田教団                              |
| Thanks                   | CMB                                   |
| Special Thanks           | 境界の彼方製作委員会                  |
| Special Thanks           | Sony Music Artists                    |
| Fan Club Staff           | 片野安則                              |
| Fan Club Staff           | 安田まどか                            |
| Fan Club Staff           | 西原菜美（ROM SHARING）               |
| Management Staff         | 吉田有沙(Linkarts)                    |
| Artist Brand Management  | 瀬野大介(Linkarts)                    |
| Support Production       | M-Peace                               |
| Executive Supervisor     | 伊藤善之(Lantis)                      |
| Executive Producer       | 井上俊次(Lantis)                      |
| Special Supporters       | M-Smile Members                       |
| Very special thanks      | ALL FANS                              |

| Music Video Staff  | Music Video Staff         |
| ------------------ | ------------------------- |
| Producer           | 川瀬"sam"新一（Kanamedo） |
| Director&Cam       | ムラカミ タツヤ           |
| D.I.T              | 大橋洋生(SignaL)          |
| Lightning Director | 田中心樹(TOUCH AND GO)    |
| Art Director       | 小林慎典(TRIBE)           |
| Styling            | 石川香代子（juice&juicy） |
| Hair&Make-up       | 清水恵美子(maroonbrand)   |
| Assistant Director | 守屋"PANTU"匠(Kanamedo)   |

## 参加ミュージシャン
| 境界の彼方 | 境界の彼方             |
| ---------- | ---------------------- |
| Guitar     | 遠山哲朗               |
| Bass       | 山本直哉               |
| Piano      | 渡辺シュンスケ         |
| Drums      | 髭白健                 |
| Strings    | 大先生室屋ストリングス |

| NO LINE | NO LINE    |
| ------- | ---------- |
| Guitar  | はやぴ～   |
| Bass    | 岸田       |
| Drums   | みっちゃん |

| Fountain of mind | Fountain of mind |
| ---------------- | ---------------- |
| Guitar           | 外園一馬         |
| Violin           | 小林瑠衣         |

## チャート
| チャート（2013年）                | 最高位 | 最高位   |
| チャート（2013年）                | 週間   | デイリー |
| --------------------------------- | ------ | -------- |
| オリコン                          | 11     | 6        |
| Billboard Japan Hot 100           | 11     | -        |
| Billboard Japan Hot Singles Sales | 10     | -        |
| Billboard Japan Hot Animation     | 3      | -        |
| サウンドスキャン                  | 20     | -        |
| 超!アニメロ（着うたフル）         | 2      | 1        |
| animelo mix (Android)             | 1      | 1        |
| アニメロ★うた（着うた）           | 1      | -        |